# Equipe ugandesa na Copa Davis
A equipe ugandesa na Copa Davis representa Uganda na Copa Davis, principal competição de tênis masculina por equipes do mundo. É administrada pela Uganda Tennis Association.